# Бамлак Тессема Вейеса
Бамлак Тессема Вейеса  (англ. Bamlak Tessema Weyesa; род. 30 декабря 1980, Аддис-Абеба) — эфиопский футбольный арбитр.

## Биография
Стал судьёй ФИФА в 2009 году. Обслуживал матчи отбора на чемпионат мира по футболу 2014, начиная с первого раунда поединка между Джибути и Намибией.
В 2018 году решением ФИФА был включён в список судей для участия на чемпионате мира 2018 года в России.
На летних Олимпийских играх 2020 года в Токио обслуживала мужской футбольный турнир, был главным арбитром в матчах группового этапа Австралия — Испания и Саудовская Аравия — Бразилия, а также в матче за третье место Мексика — Япония.

## Ссылка
1. ↑  Who is Ethiopian referee Bamlak Tessema Weyesa and how many World Cups has he officiated at?. The Sun (англ.). 30 мая 2018. Архивировано 16 июня 2018. Дата обращения: 15 июня 2018.
2. ↑  Ethiopian referee Bamlak Tessema Weyesa selected for World Cup 2018. EthiopiaOnline (англ.). 30 марта 2018. Архивировано 16 июня 2018. Дата обращения: 15 июня 2018.
3. ↑  FIFA. «Ethiopia: Referees» Архивная копия от 7 января 2015 на Wayback Machine. Retrieved on 24 April 2013.
4. ↑  FIFA. «Match Report — Djibouti — Namibia 0:4 (0:1)» Архивная копия от 9 июля 2014 на Wayback Machine. 11 November 2011. Retrieved on 24 April 2013.
5. ↑  Карасев стал судьёй чемпионата мира. ФИФА утвердила списки арбитров. 29 марта 2018. Архивировано 2 мая 2019. Дата обращения: 24 апреля 2018.
6. ↑  FIFA. List of Match Officials for the 2018 FIFA World Cup™. fifa.com (29 марта 2018). Дата обращения: 23 июня 2018. Архивировано 10 июня 2018 года.
7. ↑  Football - Results Book (англ.) — Tokyo Organising Committee of the Olympic and Paralympic Games, 2021.